# 藤ノ川成剛
藤ノ川 成剛（ふじのかわ せいごう、2005年2月22日 - ）は、京都府京都市西京区（出生地は東京都江戸川区）出身で、伊勢ノ海部屋所属の現役大相撲力士。本名は齋藤 成剛（さいとう せいごう）。身長176cm、体重119kg。最高位は西前頭14枚目（2025年7月場所）。
父は伊勢ノ海部屋の元幕内・大碇剛（年寄・10代甲山）。弟は伊勢ノ海部屋の碇潟忠剛。

## 来歴
元幕内・大碇（当時は準年寄）の長男として、東京都江戸川区に生まれる。
5歳から相撲を始めて、東京の小松竜道場に通った。
中学校2年時までは、軽量が祟って全国大会に出場することはかなわなかったが、中学校3年時になると、全国大会へ出場できるようになり、全国少年相撲選手権大会で団体優勝を経験した。
埼玉栄高校3年時には、相撲部主将を務め、全国高校相撲宇佐大会個人ベスト8、国体個人ベスト16などの実績を残した。
高校相撲で実績を残したため複数の大学から勧誘を受けたが、10代甲山から早く入門したほうが良いと助言されたことを受けて、大学には進まず大相撲の伊勢ノ海部屋へ入門することを決めた。
若碇は後に「4年後よりもベストなタイミングで入ったと思う」と振り返っている。
2022年12月11日に伊勢ノ海部屋入門を発表し、高校卒業を待たずに2023年1月場所で初土俵を踏んだ。
新序出世披露では父が現役時代に使用した化粧まわしを締めて土俵に上がり、前相撲では本名だった四股名をこの日から父親の四股名から1字貰った「若碇」に改名した。
2023年7月場所は7戦全勝で、朝白龍との優勝決定戦を制して三段目優勝を果たした。
翌9月場所で幕下に昇進し、幕下7場所目となった2024年9月場所は、西幕下2枚目の地位で4勝3敗の成績を残し、7番相撲終了時点で、場所後の十両昇進が濃厚視されるかあるいは確実視された。
同月25日、日本相撲協会は、11月場所番付編成会議を両国国技館内で行い、若碇の昇進を決めた。
親子での関取昇進は、史上13組目となる。元北勝鬨の伊勢ノ海としては、初の子飼いの関取。
新十両会見では、入幕したら父の現役時代の四股名「大碇」を襲名することも考えている、と明かした。
東十両13枚目で迎えた11月場所、4日目に幕下の上戸との一番が不戦勝となり初勝利を挙げたが、6日目まで取組では全敗し1勝5敗となった後、7日目の千代丸戦で取組での初勝利を挙げてから5連勝、13日目に7勝目を挙げたが残る2日を連敗し7勝8敗に終わる。
2025年1月場所は同地位にとどまり、初日から4連勝、1敗の後5連勝で優勝争いに加わっていたが、11日目相星の獅司との取組に敗れ2敗となった際負傷、翌日から左上腕二頭筋腱遠位断裂のため休場となったため、9勝3敗3休で終えたが、翌3月場所は東十両9枚目に番付を上げ、同場所も8勝7敗と連続勝ち越し。東十両5枚目に番付を上げた5月場所は、中日に草野に敗れた時点で5勝3敗だったものの、翌日から千秋楽まで7連勝し、優勝した草野に1勝及ばなかったが12勝3敗の好成績で終え、6月30日発表の7月場所番付で新入幕を果たすと同時に、四股名を若碇から伊勢ノ海部屋の伝統の四股名である藤ノ川に改めることが公表された。「藤ノ川」を名乗る力士は6人目であり、京都府出身力士としては父の大碇以来27年ぶりの新入幕、かつ伯桜鵬を抜き同場所幕内最年少関取となった。またこれにより、本名に由来しない「川」で終わる四股名の力士が2024年1月場所以来9場所ぶりに番付表に復活した。
西前頭14枚目で迎えた7月場所は3日目に英乃海を押し出し幕内初勝利。「藤ノ川」の四股名の力士が幕内で白星を挙げたのは1986年11月場所以来、約39年ぶりとなった。4日目にはこの場所で優勝となった琴勝峰を叩き込みで破った。この新入幕ながらも、優勝力士に勝利するというのは陸奥ノ山以来103年振りの快挙となった。
7勝5敗で迎えた13日目に対戦予定だった尊富士が休場したため不戦勝となり、新入幕場所での勝ち越しを決めた。最終的に10勝5敗の成績を収め、初の三賞となる敢闘賞を受賞。

## 人物
- 本人は生まれも育ちも東京だが、家族の影響で普段から関西弁を話す[16]。
- 日本相撲協会公式のプロフィールにおける出身地は、入門当初は東京都江戸川区になっていたが、2024年3月場所から父の10代甲山と同じ京都府京都市西京区に変更された[17]。若碇本人はプロフィールの変更を事前に知らされておらず、甲山が手続きをしたのではないかと推測している[16]。
- 2013年に末妹と母を立て続けに亡くしている。以来父子家庭で育ち、東京場所では父が自身を含む残された3人の息子の育児を行った。父は運動会は息子3人の分の弁当を作って応援し、授業参観は可能な限り出向いた[18]。
- 協会公式プロフィールによると、好きな歌手はTHE BLUE HEARTS、趣味はNetflix鑑賞、好物はうなぎ、好きなTV番組は『水曜日のダウンタウン』、好きなドラマは『地面師たち』[19]。

## 取り口
2024年3月場所前の追手風部屋での出稽古では、一気に前に出る鋭い出足や力強い投げ、タイミングの良い出し投げなど多彩な技を披露した。同年5月場所中、舞の海はNHK大相撲中継の解説で、正攻法の相撲の強さと技術を指して「栃ノ海の再来」と期待を寄せた。同年9月場所前の荒汐部屋での出稽古では、身長で約15cm、体重で約50kgも大きな新十両の大青山に善戦する場面も見られた。

## 主な成績
2025年7月場所終了現在

### 通算成績
- 生涯戦歴：95勝47敗3休（16場所）
- 幕内戦歴：10勝5敗（1場所）

### 各段優勝
- 三段目優勝：1回（2023年7月場所）

### 三賞・金星
- 三賞：1回
  - 敢闘賞：1回（2025年7月場所）
- 金星：なし

### 場所別成績
| | 一月場所 初場所（東京） | 三月場所 春場所（大阪） | 五月場所 夏場所（東京） | 七月場所 名古屋場所（愛知） | 九月場所 秋場所（東京） | 十一月場所 九州場所（福岡） |
| --- | ----------------------- | ----------------------- | ----------------------- | --------------------------- | ----------------------- | --------------------------- |
| 2023年 （令和5年） | （前相撲）              | 東序ノ口13枚目 6–1      | 東序二段33枚目 5–2      | 東三段目86枚目 優勝 7–0     | 西幕下55枚目 5–2        | 東幕下35枚目 6–1            |
| 2024年 （令和6年） | 東幕下15枚目 4–3        | 東幕下10枚目 4–3        | 西幕下6枚目 4–3         | 西幕下5枚目 4–3             | 西幕下2枚目 4–3         | 東十両13枚目 7–8            |
| 2025年 （令和7年） | 東十両13枚目 9–3–3      | 東十両9枚目 8–7         | 西十両5枚目 12–3        | 西前頭14枚目 10–5 敢        | x                       | x                           |
| 各欄の数字は、「勝ち-負け-休場」を示す。 優勝 引退 休場 十両 幕下 三賞：敢=敢闘賞、殊=殊勲賞、技=技能賞 その他：★=金星 番付階級：幕内 - 十両 - 幕下 - 三段目 - 序二段 - 序ノ口 幕内序列：横綱 - 大関 - 関脇 - 小結 - 前頭（「#数字」は各位内の序列） |                         |                         |                         |                             |                         |                             |

1. ↑  朝白龍と優勝決定戦
2. ↑  左上腕二頭筋腱遠位断裂により12日目から休場

## 幕内対戦成績
2025年7月場所終了現在
| 力士名 | 勝数 | 負数 | 力士名   | 勝数 | 負数 | 力士名 | 勝数 | 負数 | 力士名 | 勝数 | 負数 |
| ------ | ---- | ---- | -------- | ---- | ---- | ------ | ---- | ---- | ------ | ---- | ---- |
| 朝紅龍 | 1    | 0    | 熱海富士 | 0    | 1    | 一山本 | 1    | 0    | 宇良   | 0    | 1    |
| 嘉陽   | 0    | 1    | 草野     | 0    | 1    | 琴栄峰 | 1    | 0    | 琴勝峰 | 1    | 0    |
| 正代   | 0    | 1    | 隆の勝   | 1    | 0    | 尊富士 | 1(1) | 0    | 時疾風 | 1    | 0    |
| 英乃海 | 1    | 0    | 御嶽海   | 1    | 0    | 翠富士 | 1    | 0    |        |      |      |

## 改名歴
- 若碇 成剛 （わかいかり せいごう）2023年1月場所[注 1] - 2025年5月場所
- 藤ノ川 成剛 （ふじのかわ せいごう）2025年7月場所 -